# Gregorius XI
Gregorius XI, född Pierre Roger de Beaufort 1331 i Rosiers-d'Égletons, död 27 mars 1378, var påve från 30 december 1370 till sin död drygt sju år senare. 

## Biografi
Pierre Roger de Beaufort föddes på slottet Maumont i Limoges. Han var brorson till påve Clemens VI som överöste honom med förmåner och utsåg honom till kardinaldiakon av Santa Maria Nuova 1348, när han endast var arton år. Han började att studera först som kardinal, vid universitetet i Perugia, blev en lärd kanonist och teolog och uppträdde med skärpa mot John Wycliffes läror. Vid Urban V:s frånfälle valdes han enhälligt till efterträdare. Han antog då namnet Gregorius, prästvigdes den 4 januari 1371, och kröntes till påve dagen därpå.
Gregorius gjorde misstaget att sända fransmän som legater till de italienska småstaterna. Detta ledde till att Florens gjorde uppror mot Kyrkostaten. Gregorius exkommunicerade alla dess medborgare och Florens sände då Katarina av Siena att medla fred. 
Hans strävanden att åstadkomma en union med den grekiska kyrkan, medla mellan England och Frankrike, och skapa fred mellan de små furstendömena i södra Europa, ledde lika litet till något resultat som hans bemödanden mot turkarna. Gregorius var påve under påvarnas babyloniska fångenskap i Avignon, flyttade 1377 tillbaka till Rom, men han avled redan den 27 mars 1378. Hans död blev signalen till den stora schismens utbrott. 
Påve Gregorius XI är begravd i kyrkan Santa Francesca Romana i Rom.